# マルチメディア放送
マルチメディア放送（マルチメディアほうそう）とは放送波や通信回線を使用し音声・映像（簡易動画）・データなどのコンテンツのストリーミング配信・ダウンロード配信を行い、それらを組み合わせて実現する放送の形態である。

## 方式
ITU-R勧告 BT.1833 "Broadcasting of multimedia and data applications for mobile reception by handheld receivers"（ハンドヘルド端末による移動体受信向けマルチメディア・データ放送）のMultimedia System Mでは、国際標準規格として以下の4方式が定められている。
- ISDB-T - 日本では地上デジタル音声放送の試験放送に用いられた後、標準方式として採用された。
- DVB-H - イタリアで使用されている。
- MediaFLO - アメリカ合衆国のクアルコムが開発し、「VCAST mobile TV」に採用。日本でも標準方式に採用された。
- T-DMB - 大韓民国で使用されている。

## 略史
- 2004年11月 - DVB-H制定。
- 2005年
  - 韓国で放送開始（T-DMB・S-DMB方式）。
  - 12月22日 - 日本での実用化を目指し、クアルコムジャパンとKDDIがメディアフロージャパン企画株式会社を設立。
- 2007年3月1日 - アメリカでMediaFLOがサービス開始。
- 2010年
  - 9月9日 - 日本の総務省が携帯端末向けマルチメディア放送の方式にISDB-Tmmを選定し、MediaFLOが落選。
  - 10月5日 - クアルコムがアメリカでサービスしているMediaFLOの端末を販売中止にすると発表。
- 2011年3月27日 - アメリカのMediaFLOサービス終了。
- 2012年
  - 4月 - 日本でNOTTV開始。
  - 8月 - 韓国の衛星DMB（S-DMB）終了。
- 2016年
  - 3月1日 - i-dioが放送開始。
  - 6月30日 - NOTTV終了。
- 2020年
  - 3月31日 - i-dio終了。

## 日本における展開

### 概要
総務省令電波法施行規則第2条第1項第28号の4の2に「2値のデジタル情報を送る放送であつて、テレビジョン放送に該当せず、かつ、他の放送の電波に重畳して行う放送でないもの」と定義している。放送法施行規則別表第5号第5放送の種類による基幹放送の区分（5）に「マルチメディア放送」とあるので基幹放送の一種でもある。同表の同区分（4）には「テレビジョン放送」があり、電波法施行規則の定義でも「テレビジョン放送に該当せず」とあるので、動画放送をしているからテレビジョン放送の一種のように見えても、法令上は区別される。
総務省告示基幹放送普及計画第3項第2号（4）および（5）に移動受信用地上基幹放送として、民間基幹放送事業者（日本放送協会または放送大学学園以外の放送事業者）により実施するものとしている。周波数帯は、地上アナログテレビ放送停波後のVHF、つまり旧1〜3チャンネル（VHF-Low帯、V-low帯等と呼ぶ））および旧4〜12チャンネル（VHF-High帯、V-high帯等と呼ぶ））の各一部帯域を利用することが、告示基幹放送用周波数使用計画第1項第6号に規定される。
放送法第5章により移動受信用地上基幹放送では、衛星基幹放送と同様にハード事業者とソフト事業者の分離が義務付けられ、送信設備などを担当する事業者（基幹放送局提供事業者）と、番組編成を担当する事業者（認定基幹放送事業者）により実施される。有料放送事業者の視聴契約を代行する有料放送管理事業者や認定基幹放送事業者へコンテンツを提供する番組供給事業者の登場も想定され、後述のi-dioでは開始当初からコンテンツプロバイダーと呼ぶ番組供給事業者が存在していた。
技術的には地上デジタルテレビ放送の機能を発展させたものであり、標準方式として総務省令標準テレビジョン放送等のうちデジタル放送に関する送信の標準方式第4章
- 第1節にV-low帯をISDB-Tsb方式
- 第2節にV-high帯をISDB-Tmm方式
- 第3節にV-high帯をMediaFLO方式

によることを規定しており、リアルタイムで放送を受信するだけでなく、受信したデータを蓄積して任意のときに視聴できる蓄積型放送も可能である。従来のアナログ変調とは全く異なるので専用受信機が必要になるが、実際には携帯端末（携帯電話を想定）で受信することを目的としている。V-high帯については、複数方式が並立するのは望ましくないので、どちらかの方式に限定して事業者を認定することとなる。

### 事業展開の失敗
放送対象地域による区分としては、以下の3種類があった。
- 有料放送中心の「全国放送」（V-high帯の旧10〜12チャンネル）
  - NTTドコモ傘下の基幹放送局提供事業者ジャパン・モバイルキャスティング（以下、「Jモバ」と略）と認定基幹放送事業者mmbiにより実施していた。Jモバは、サービス名を「モバキャス」と称し、STLを通信衛星により構築し、東京スカイツリーはじめ全国各地から送信していた。mmbiは、サービス名を「NOTTV」（ノッティーヴィー）と称した。
- 無料放送と有料放送が混在する「広域放送・県域放送」（V-low帯の旧2〜3チャンネル）
  - TOKYO FM関連会社である株式会社ジャパンマルチメディア放送が持株会社として事業を統括し、その傘下の株式会社VIP（以下、「VIP」と略）が6広域圏と北海道[注 1]の基幹放送局提供事業者となり、7地域毎の認定基幹放送事業者とともに実施するものとしている。放送サービス名は「i-dio」（アイディオ）と称した。
- 無料放送中心の地域向けの「新型コミュニティ放送」（全国放送および広域放送・県域放送のサービス開始後に開始予定とされた）

しかしながら、いずれも事業展開に失敗、VHF帯の用途は宙に浮いた状態になっている。

### 沿革

#### 前史
- 1990年（平成2年）9月 - 「ファクシミリ放送実用化推進協議会」設立[3]。
- 1995年（平成7年）4月23日 - セント・ギガのサテラビュー向けデータ放送、スーパーファミコンアワー開始。
- 1997年（平成9年）6月〜1998年（平成10年）10月 - 総務省の地上デジタル放送懇談会で、地上デジタル放送の円滑な導入の在り方について検討される。同時期にテレ朝系列各局でADAMS開始。
- 2003年（平成15年）10月10日 - デジタルラジオ推進協会がアナログラジオ（AM・FM）をデジタル化することを想定し地上デジタル音声放送の試験放送開始。
- 2004年（平成16年）10月20日- モバイル放送が放送衛星を利用した移動体向け放送サービスモバHO!開始。
  - 当時は法令にマルチメディア放送の定義がなく超短波放送として免許され、動画は音声に重畳される映像として扱われた。現行制度であれば衛星基幹放送によるマルチメディア放送となる。
- 2005年（平成17年）
  - 6月7日 - エフエム東京など63社が「デジタルラジオニュービジネスフォーラム」を設立[4]。
  - 12月22日 - 日本でMediaFLOの実用化を目指し、クアルコムジャパンとKDDIがメディアフロージャパン企画株式会社を設立[5]。
- 2006年（平成18年）
  - 7月18日 - ソフトバンクがMediaFLOサービスの企画を目的とするモバイルメディア企画株式会社を設立すると発表[6]。
  - 12月6日 - マルチメディア放送推進のため、NTTドコモ、フジテレビジョン、伊藤忠商事、スカイパーフェクト・コミュニケーションズ、ニッポン放送の5社が共同でマルチメディア放送企画LLC合同会社（その後「株式会社マルチメディア放送」→「mmbi」に改組）を設立。
- 2007年（平成19年）
  - 6月27日 - 総務省の情報通信審議会で、デジタルラジオなどテレビジョン放送以外の放送に割り当てられる周波数が、VHF帯の90〜108MHzと207.5〜222MHzになる[7]。
  - 8月2日 - 総務省において「携帯端末向けマルチメディア放送サービス等の在り方に関する懇談会」（第1回）を開催。
  - 9月13日 - デジタルラジオニュービジネスフォーラムが、名称を「マルチメディア放送ビジネスフォーラム」に変更することを発表[8]。
- 2008年（平成20年）
  - 7月15日 - 「携帯端末向けマルチメディア放送サービス等の在り方に関する懇談会報告書」が公表[9]される。
    - 全国向け放送はV-High（207.5〜222MHz）、地域ブロック向け放送はV-Low（90〜108MHz）の割り当てが望ましいとされた[10]。

  - 7月29日 - モバイル放送はモバHO!を2009年3月末で終了すると発表。
- 2009年（平成21年）
  - 3月31日 - モバHO!終了。

#### V-High帯マルチメディア放送
- 2008年（平成20年）
  - 8月 - メディアスコープが島根県松江市の島根大学周辺地域において、2011年3月までMediaFLO方式でマルチメディア放送の実証実験を実施。
  - 11月 - メディアフロージャパン企画が沖縄県沖縄市・豊見城市において、MediaFLO方式でマルチメディア放送の実証実験を実施。
  - 11月7日 - ソフトバンクモバイルの子会社のモバイルメディア企画が、放送技術をMediaFLOからISDB-Tmmに変更すると発表[11]。
- 2010年（平成22年）
  - 2月3日 - 総務省はマルチメディア放送の免許割り当てへ向け各種制度の整備案を発表し、14.5MHz全ての帯域を1事業者に割り当てる方針を示した[12]。
  - 4月23日 - 放送法に「移動受信用地上放送」が「自動車その他の陸上を移動するものに設置して使用し、又は携帯して使用するための受信設備により受信されることを目的とする放送であつて、人工衛星の無線局以外の無線局により行われるもの」と定義[13]された。同時に電波法施行規則にマルチメディア放送の定義[14]がなされ、放送普及基本計画（現・基幹放送普及計画）には移動受信用地上放送は207.5〜222MHzによりマルチメディア放送で全国放送をするもの[15]と、標準テレビジョン放送等のうちデジタル放送に関する送信の標準方式にはISDB-Tsb方式、SDB−Tmm方式およびMediaFLO方式がマルチメディア放送の標準方式として追加[16]された。
  - 6月9日 - V-high帯のマルチメディア放送に、ISDB−Tmm方式の株式会社マルチメディア放送とMediaFLO方式のメディアフロージャパン企画株式会社から認定申請があった[17]。
  - 8月3日 - 民主党の情報通信議連主催のワーキンググループが開催され、勝又恒一郎衆院議員と岸本周平衆院議員が2事業者に免許を割り当てるべきと主張した[18]。
  - 9月8日 - 総務省の電波監理審議会で、株式会社マルチメディア放送のISDB−Tmm方式が適当と答申される[19]。
  - 9月9日 - 原口一博総務大臣から株式会社マルチメディア放送（mmbi）に対し、開設計画の認定書が交付される[20]。
  - 11月5日 - 電波産業会が「ARIB STD-B46 セグメント連結伝送方式による地上マルチメディア放送の伝送方式」を策定。
- 2011年（平成23年）
  - 2月16日 - 株式会社マルチメディア放送が申請していた、同社が前月会社分割により設立したJモバへの全国向け放送計画事業認定譲渡が許可された。
  - 3月18日 - 電波産業会が「ARIB TR-B33 VHF-High帯に適用するセグメント連結伝送方式による地上マルチメディア放送運用規定」を策定。
  - 4月1日 - 株式会社マルチメディア放送は、商号を「株式会社mmbi」に変更。
  - 6月30日 - 放送法改正[21]により移動受信用地上放送は移動受信用地上基幹放送に、委託放送事業者は認定基幹放送事業者と、受託放送事業者は基幹放送局提供事業者となる。
  - 7月14日 - Jモバがサービス名を「モバキャス」とする[22]。
  - 9月14日 - 関東総合通信局よりモバキャスの基幹局となるJモバ墨田送信所（東京都墨田区：東京スカイツリー）の移動受信用地上基幹放送局予備免許取得。
  - 11月下旬〜12月上旬 - 各地方の総合通信局等よりJモバ所属福岡県、関東広域圏、近畿広域圏、沖縄県、中京広域圏ならびに広島県の12送信所の予備免許を順次取得。
  - 10月13日 - mmbiの移動受信用地上基幹放送事業が認定された[23]。
- 2012年（平成24年）
  - 4月1日 - mmbiによるモバキャスを利用した初の商用サービス「NOTTV」が放送開始。
- 2013年（平成25年）
  - 8月1日 - Jモバは参入企業の拡大を促進するため参入条件の緩和を発表[24]。
  - 12月10日 - 移動受信用地上基幹放送でテレビジョン放送ができることとするため、基幹放送普及計画の移動受信用地上基幹放送の全国放送にテレビジョン放送が追加、広域放送・県域放送は101.285714MHzまたは105.571429MHzによりマルチメディア放送をするものとされた[25]。これらの放送が使用する周波数は基幹放送用周波数使用計画に規定[26]された。標準テレビジョン放送等のうちデジタル放送に関する送信の標準方式には移動受信用地上基幹放送のV-high帯の各方式にテレビジョン放送が追加[27]された。
- 2014年（平成26年）
  - 4月9日 - モバキャスにおけるスカパー・エンターテイメント、アニマックスブロードキャスト・ジャパン、AXNジャパン、フジテレビジョン（2チャンネル）、日本映画衛星放送の5社6チャンネルの放送業務が認定された[28]。
    - これらはテレビジョン放送として認定されたもので、マルチメディア放送ではない。
- 2015年（平成27年）
  - 4月1日 - 新たにモバキャスを利用した「スカサカ!24時間サッカー専門チャンネル」（スカパー・エンターテイメント）、「アニマックス」（アニマックスブロードキャスト・ジャパン）、「AXN」（AXNジャパン）、「フジテレビONE」・「フジテレビTWO」（フジテレビジョン）、「時代劇専門チャンネル」（日本映画衛星放送（現・日本映画放送））の放送開始。カッコ内は認定基幹放送事業者。
    - 上述のとおりこれらはテレビジョン放送であり、衛星基幹放送で実施しているもののサイマル放送にすぎない。

  - 11月27日 - NTTドコモはmmbiのNOTTVおよびJモバのモバキャスを2016年6月末に終了すると発表[29][30][31]。
    - モバキャス終了により、NOTTVのみならず5社6チャンネルのテレビジョン放送も同時に終了。
- 2016年（平成28年）6月30日 - 正午にNOTTVおよびモバキャス終了。
- 2018年（平成28年）11月 - 放送用周波数の活用方策に関する総務省の検討分科会の会合で、VHF-high帯の活用方策に関する第2次公募を行うことを決定した[32][33]。

#### V-Low帯マルチメディア放送
- 2008年（平成20年）
  - 8月6日 - TBSラジオ、文化放送、ニッポン放送、ベイエフエム、エフエムナックファイブ、横浜エフエム放送の6社が、「関東デジタルラジオ放送企画LLC合同会社」を合同で設立することを発表[34]。
  - 8月11日 - 朝日放送、毎日放送、大阪放送、FM802の4社が、「近畿ブロック・デジタルラジオ準備会」の設置を発表[35]。
  - 10月6日 - 関東デジタルラジオ放送企画LLC合同会社と、近畿ブロック･デジタルラジオ準備会が、「デジタルラジオ全国連絡協議会」の設立を発表[36]。
- 2009年（平成21年）
  - 2月20日 - エフエム東京、TBSラジオ、ニッポン放送、NHKといったラジオ局や三井物産など17社が発起人となって、「VHF-Low帯マルチメディア放送推進協議会」（VL-P）を設立[37]。
  - 3月31日 - 福岡ユビキタス特区が実験試験局の免許（福岡ユビキタス特区マルチメディア放送実験）取得。
    - TOKYO FMなどがISDB-Tsb方式による地方ブロック向けマルチメディア放送の実験を2011年3月31日まで実施[38]。

  - 10月7日 - V-low帯マルチメディア放送の企画会社として、TOKYO FMやJFN加盟各社などの出資による「東京マルチメディア放送株式会社」「北日本マルチメディア放送株式会社」「中日本マルチメディア放送株式会社」「大阪マルチメディア放送株式会社」「中国・四国マルチメディア放送株式会社」「九州・沖縄マルチメディア放送株式会社」の6社が設立[39]。
- 2011年（平成23年）
  - 2月14日 - NHKを含むテレビ・ラジオ局など133者が、V-Lowマルチメディア放送に参入を希望している事が明らかになる[40]。
- 2012年（平成24年）
  - 6月27日 - 九州・沖縄マルチメディア放送が福岡のV-low帯マルチメディア放送実験試験局の予備免許取得[41]。
    - 実用化の為の最終実験として同年夏から2014年3月まで放送を行った[42]。

  - 7月26日 - V-Low防災デジタル・コミュニティラジオ検討協議会が逗子・葉山V-low帯実験試験局の本免許取得[43]。
    - 逗子・葉山コミュニティ放送が運用者となり[44]、災害時の情報伝達手段としてのデジタルラジオの有効性の実験として2013年3月まで放送を行った。
- 2013年（平成25年）
  - 3月21日 - 日本民間放送連盟が、ラジオ局全社がV-Lowマルチメディア放送に移行することは合意できなかったと発表[45]。一部のAMラジオ局は難聴解消などを目的としてFM放送の活用を希望した。
  - 7月17日 - 総務省は、99〜108MHzを地方ブロック向けマルチメディア放送に、90〜95MHzをAM局のFM中継局に割り当てると発表した[46]。
  - 7月31日 - VHF-Low帯マルチメディア放送推進協議会が解散[47]。
- 2014年（平成26年）
  - 1月16日 - TOKYO FMなどが中心となったV-low帯マルチメディア放送事業の統括持株会社「BIC株式会社」とハード事業者「VIP」が設立。
  - 7月15日 - VIPのV-low帯マルチメディア放送特定基地局開設計画が認定された[48]。
- 2015年（平成27年）
  - 6月12日 - VIPがV-low帯マルチメディア放送福岡局（福岡市早良区：福岡タワー）の予備免許取得[49]。
  - 7月13日 - VIPがV-low帯マルチメディア放送東京局（東京都港区：東京タワー）の予備免許取得[50]。
  - 8月24日 - 福岡地区でV-low帯マルチメディア放送の試験電波の発射開始[51]。
  - 10月5日 - 東京地区でV-low帯マルチメディア放送の試験電波の発射開始[52]。
  - 10月15日 - V-low帯マルチメディア放送のサービス名が「i-dio」となる[53][54]。
  - 10月16日 - VIPがV-low帯マルチメディア放送大阪局の予備免許取得[55]。
  - 11月24日 - VIPがV-low帯マルチメディア放送福岡局の免許取得[56]。同時に九州・沖縄マルチメディア放送が九州・沖縄広域圏の認定基幹放送事業者として認定される[57]。
  - 12月7日 - VIPがV-low帯マルチメディア放送東京局の免許取得[58]。同時に東京マルチメディア放送が関東・甲信越広域圏の認定基幹放送事業者として認定される[57]。
- 2016年（平成28年）
  - 2月18日 - VIPがV-low帯マルチメディア放送名古屋局の予備免許取得[59]。
  - 2月22日 - VIPがV-low帯マルチメディア放送大阪局の免許取得。同時に大阪マルチメディア放送が近畿広域圏の認定基幹放送事業者として認定される[60]。
  - 3月1日 - 正午より東京・大阪・福岡でi-dioの本放送開始。コンテンツプロバイダーによる放送はプレ放送として開始し、順次本放送開始予定[61]。
  - 6月24日 - VIPがV-low帯マルチメディア放送名古屋局の免許取得。同時に中日本マルチメディア放送が東海・北陸広域圏の認定基幹放送事業者として認定される[62]。
  - 7月1日 - 5時より東京・大阪・福岡でi-dioの本格放送とIPサイマル放送を、正午より名古屋でプレ放送を、それぞれ開始[63]。
- 2017年（平成29年）
  - 3月17日 - 静岡西部で放送開始[64]。
  - 6月30日 - BIC株式会社が株式会社ジャパンマルチメディア放送に商号を変更。
  - 9月 - 7月に稼働を開始した加古川中継局を拠点とし、総務省消防庁・兵庫県加古川市と協力し、防災情報サービス「V-ALERT」による災害情報伝達の高度化事業の実証実験を加古川市で開始[65]。
- 2019年（平成31年/令和元年）
  - 8月21日 - エフエム東京は、i-dioから生じた子会社の赤字を隠すため、子会社を連結決算から外す不適切な株取引をしていたと発表した[66]。
  - 8月23日 - エフエム東京の不適切な株取引のきっかけとなった、i-dioのチャンネルの1つであるTS ONEが9月30日で放送終了すると発表[67]。
  - 10月8日 - エフエム東京が今後、i-dio事業に追加の投融資を行なわない方針を発表した[68]。
  - 12月25日 - i-dioが2020年3月31日で終了するとジャパンマルチメディア放送のグループ会社である東京マルチメディア放送、北日本マルチメディア放送など、各マルチメディア放送会社が発表した。喜多方市、焼津市、加古川市向けに提供中のV-ALERTは、2020年4月以降も引き続き利用自治体に提供する[69]。
- 2020年（令和2年）
  - 3月31日 - i-dio終了。
- 2021年（令和3年）
  - 3月 - 焼津市のV-ALERT終了[70]
- 2022年（令和4年）
  - 4月 - 加古川市のV-ALERT終了[71]。
  - 11月 - 喜多方市のV-ALERT終了[72]。

## 海外における展開

### アメリカ
アメリカでは、クアルコムが開発した技術方式MediaFLOにより全国の主要都市でサービスが提供されていた。オークションで得た周波数をサービスに当てていた。
2007年3月、Verizon wirelessがV CAST Mobile TV（映像8ch、有料）のサービスを開始。
2008年5月、AT&TがAT&T Mobile TV（映像10ch、有料）のサービスを開始。
2010年10月、クアルコムがMediaFLOの端末を販売中止すると発表し、2011年3月にサービス終了。

### イギリス
イギリスでは技術方式DAV-IPにより2006年9月からVirgin MobileがBT Movioという名称で全国展開していた（映像5ch、原則有料）。このサービスにはデジタルラジオ放送用の周波数を当てていた。
しかし、利用可能端末が1種類しかなくコンテンツも未充実だったため普及せず、2008年1月にBT Movioはサービスを終了した。

### ドイツ
ドイツでは技術方式T-DMBにより2006年9月から2008年4月までDebitelがwatchaというサービスを全国展開していた。
2008年6月からはmobile3.0（MFDとNevaMediaの合弁企業）が技術方式DVB-Hによる試験放送（映像9ch、ラジオ3ch）を開始した。

### 韓国
韓国ではT-DMB方式により2005年にサービス開始。